# 藤井樹
藤井樹（1976年9月10日—），本名吳子雲，台灣網路作家。網路ID為Hiyawu，意思為「嗨呀 吳」。國立勤益科技大學工業工程與管理學系畢業。作品以蘿曼蒂克小說為主，2016年拍攝首部個人小說改編的電影《六弄咖啡館》。

## 簡介
喜欢别人稱呼他為吴子雲，而不是藤井树。筆名源自日本電影《情書》當中男、女主角戲中的名字，曾經在《大學生了沒》節目裡解釋原因。
曾經於高雄市的彩虹公園附近出資成立餐廳「橙色九月」，但是經營權已經轉移給其他人。後來在高雄市苓雅區成立「蒜泥雖小」，銷售烤饅頭以及炒泡麵，經營到2025年8月5日，2025年8月6日結束經營。
認為文字是除了電影以外最大的力量，停留在文字的世界等待與電影相遇的機會。

## 作品

### 小說
- 2000年6月30日《我們不結婚，好嗎》 ISBN 9576676649
- 2001年3月17日 《貓空愛情故事》 ISBN 9576678293
- 2001年7月12日 《這是我的答案》ISBN 9576679214
- 2002年1月27日 《有個女孩叫Feeling》ISBN 9574699250
- 2002年9月14日 《聽笨金魚唱歌》ISBN 7702030828
- 2003年7月12日 《從開始到現在：藤井樹短篇作品集》ISBN 9861240136
- 2003年10月7日 《B棟11樓》ISBN 9861240551
- 2004年6月20日 《B棟11樓第二部-這城市》ISBN 9861241957
- 2005年5月5日 《十年的你》ISBN 9861243941
- 2005年12月8日 《學伴蘇菲亞》ISBN 9861245294(改編電影:我的逍遙學伴)
- 2006年9月26日 《寂寞之歌》ISBN 9861247440
- 2007年9月6日《六弄咖啡館》ISBN 9789861249094
- 2008年4月29日 《夏日之詩》ISBN 9789866662478
- 2008年11月4日 《暮水街的三月十一號》ISBN 9789866571640
- 2009年5月29日 《流浪的終點》ISBN 9789866472725
- 2010年3月4日 《流轉之年》 ISBN 9789866285301
- 2010年11月30日 《微雨之城》ISBN 9789861204239
- 2011年7月28日 《真情書》ISBN 9789861209326
- 2012年6月3日 《回程》ISBN 9789862721698
- 2013年4月4日 《揮霍》ISBN 9789862723364
- 2014年7月3日 《漸進曲》ISBN 9789862725979
- 2015年10月《暗社工》ISBN 9789862728871
- 2016年7月14日《你不知道的六弄咖啡館》ISBN 9789864770533
- 2017年7月1日《迫害效應》ISBN 9789864772643

### 與他人合著的作品
- 2002年3月25日 《那一份暗戀心情》 ISBN 9574698661
- 2002年7月29日 《愛情，就從告白開始》 ISBN 9867892305
- 2002年9月17日 《邂逅‧戀愛中毒》  ISBN 9867829115
- 2003年2月2日 《說再見的那一天》  ISBN 9867747259
- 2023年4月8日 《今天不寫小說:橘子的牢與藤井樹的騷》 ISBN 9786263186439

### 音樂作品
- 證明我值得 《聽笨金魚唱歌》 詞：藤井樹 後改編成[存在] 作詞：吳子雲/陳信榮 作曲：周傳雄 演唱：5566
- 幸福風鈴 《我們不結婚，好嗎》詞曲：藤井樹
- 於是...《貓空愛情故事》作詞：藤井樹
- 不可以愛你 《有個女孩叫Feeling》詞曲：藤井樹
- 請你別愛我 《有個女孩叫Feeling》詞曲：藤井樹
- 之間... 《有個女孩叫Feeling》作詞：藤井樹
- 這城市...《這城市》詞曲：藤井樹
- 當冬夜漸暖...《流浪的終點》作詞：藤井樹 演唱：孫燕姿收錄在是時候
- 誤點的幸福...《流浪的終點》作詞：藤井樹
- 二月二十四《真情書》作詞：藤井樹
- 橙色九月 作詞：藤井樹 演唱：伍思凯收录在《小伍，歌 故事的第一行》
- 此题无解 《回程》 作詞：藤井樹
- 愛情句型 作詞：藤井樹 演唱：王心凌收錄在愛不愛
- 給自己 作詞：藤井樹 演唱：光良
- 句點  《揮霍》 演唱:藤井樹
- 揮霍  《揮霍》 演唱:藤井樹
- 告别式  《六弄咖啡館(新版)》 詞曲：藤井樹
- 半句再見《電影【六弄咖啡館】》詞：吳子雲(本名) 演唱：孫燕姿
- 天使的偏執  《第10個王心凌》 詞：藤井樹
- 昨天、今天  《第10個王心凌》 詞：藤井樹
- 敬初戀  《漸進曲》 演唱：藤井樹
- 漸進曲  《漸進曲》 演唱：藤井樹

### 電影作品
《 六弄咖啡館》的原著、編劇、導演。2015年2月開拍、5月殺青、2016年7月台灣上映。

### 影集作品
《極道千金》的編劇、導演。2019年1月開拍、4月殺青。

### 註腳
1. ↑  那一年。藤井樹[永久]
2. ↑  .   [2017-05-16]. （原始内容存档于2020-09-22）.
3. ↑  馮亦寧. . 自由時報. 2016-06-03  [2017-05-16]. （原始内容存档于2018-12-07）.
4. ↑  劉萍. . 今周文化事業. 2003-09-25  [2024-09-21]. （原始内容存档于2022-10-18） （中文（臺灣））.
5. ↑  郭宣暄. . 自由時報. 2024-05-08  [2024-09-21]. （原始内容存档于2024-09-21）.

## 外部連結
- 藤井樹部落格@痞客邦 （页面存档备份，存于） 藤井樹個人部落格
- 藤井樹POPO原創 （页面存档备份，存于） 藤井樹POPO原創
- 吳子雲的Facebook專頁
- 吳子雲在香港影庫上的簡介
- Neal Wu在互联网电影资料库（IMDb）上的資料（英文）